# Bowdichia
Bowdichia é um género botânico pertencente à subfamília Faboideae da família Fabaceae. Foi descrito por Kunth em 1824...

## Espécies
Existem cerca de 20 espécies.
- Bowdichia virgilioides Kunth 1823.